# 210213 Hasler-Gloor
210213 Hasler-Gloor è un asteroide della fascia principale. Scoperto nel 2007, presenta un'orbita caratterizzata da un semiasse maggiore pari a 2,6235101 UA e da un'eccentricità di 0,2788079, inclinata di 12,59784° rispetto all'eclittica.